# Брукфилд-Плейс
Брукфилд-Плейс (англ. Brookfield Place) — комплекс зданий в Нью-Йорке, расположенный в одном квартале на запад от того места, где находится Всемирный торговый центр. Комплекс находится в нижнем Манхэттене, на побережье реки Гудзон. До осени 2013 года назывался Всемирным финансовым центром.
Этот комплекс является домом таких известных корпораций, как Ме́ррилл Линч, American Express, Доу Джонс, The Wall Street Journal. Комплекс был спроектирован архитектором Сесаром Пелли, и компанией Adamson Associates. Построен компанией Olympia в период 1985—1988 годов на пустыре, который потом превратился в район Бэттери-Парк-сити.
В результате терактов 11 сентября 2001 года многие части комплекса были сильно повреждены. После чего восстановлены и снова открыты.

## Здания

### Либерти-стрит, 200
40-этажное офисное здание высотой 176 метров, построенное в 1986 году, до 2014 года известное как Всемирный финансовый центр 1.

### Либерти-стрит, 225[англ.]
44-этажное офисное здание высотой 197 метров, построенное в 1987 году, до 2014 года известное как Всемирный финансовый центр 2.

### Визи-стрит, 200
51-этажное офисное здание высотой 225 метров, построенное в 1985 году, до 2014 года известное как Всемирный финансовый центр 3.

### Визи-стрит, 250
34-этажное офисное здание высотой 152 метра, построенное в 1986 году, до 2014 года известное как Всемирный финансовый центр 4.

### Визи-стрит, 300
16-этажное офисное здание высотой 77 метров, построенное в 1997 году. Является штаб-квартирой для Нью-Йоркской товарной биржи (NYMEX).

### Зимний Сад[англ.]
Атриум с зимним садом под стеклянным куполом, расположенный между Визи-стрит, 200 и Либерти-стрит, 225. В нём находятся различные теплолюбивые растения, а также кафе и магазины. Зимний Сад был реставрирован после повреждений в результате терактов 11 сентября 2001 года.

## Галерея
- Либерти-стрит, 200
- Либерти-стрит, 225
- Визи-стрит, 200
- Визи-стрит, 250
- Офис Merrill Lynch в World Financial Center Four
- В Зимнем Саду
- Вход в Зимний Сад
- Здания ВФЦ, повреждённые при падении башен ВТЦ